# サッカーギニアビサウ代表
サッカーギニアビサウ代表（ポルトガル語: Seleção nacional de futebol da Guiné-Bissau, 英語: Guinea-Bissau national football team）は、ギニアビサウサッカー連盟（FFGB）によって構成される、ギニアビサウのサッカーのナショナルチームである。ホームスタジアムは、首都ビサウにあるエスタジオ・ナシオナル・24・デ・セテンブロ。

## 歴史
1994年大会から予選に参加していたアフリカネイションズカップには、前回大会でベスト8にまで進んだコンゴ共和国代表を抑え、2017年大会で初めて予選を通過し本大会出場を果たした。その本大会では初戦開催国のガボンに先制されるも後半終了間際に追いつき1-1、2戦目はカメルーンに一時は先制するものの1-2と逆転負け、3戦目はブルキナファソに0-2と完敗し、最終的に1分2敗のグループ最下位で大会を終えた。
以降、2019年大会、2021年大会、2024年大会と4大会連続で本大会の出場権を獲得している。

## 成績

### FIFAワールドカップ
| 開催国 / 年 | 結果                              | 開催国 / 年 | 結果                                              |
| ----------- | --------------------------------- | ----------- | ------------------------------------------------- |
| 1930        | ポルトガル統治下のため 参加できず | 1982        | FIFA非会員であったため参加できず                  |
| 1934        | ポルトガル統治下のため 参加できず | 1986        | 予選の参加時点でFIFA非会員で あったため参加できず |
| 1938        | ポルトガル統治下のため 参加できず | 1990        | 不参加                                            |
| 1950        | ポルトガル統治下のため 参加できず | 1994        | 棄権                                              |
| 1954        | ポルトガル統治下のため 参加できず | 1998        | 予選敗退                                          |
| 1958        | ポルトガル統治下のため 参加できず | 2002        | 予選敗退                                          |
| 1962        | ポルトガル統治下のため 参加できず | 2006        | 予選敗退                                          |
| 1966        | ポルトガル統治下のため 参加できず | 2010        | 予選敗退                                          |
| 1970        | ポルトガル統治下のため 参加できず | 2014        | 予選敗退                                          |
| 1974        | FIFA非会員であったため参加できず  | 2018        | 予選敗退                                          |
| 1978        | FIFA非会員であったため参加できず  | 2022        | 予選敗退                                          |
| 合計        | 出場0回                           | 出場0回     | 出場0回                                           |

### アフリカネイションズカップ
| 1957 | ポルトガル統治下のため 参加できず | 1978 | CAF非会員により参加できず | 1998 | 失格     | 2017 | グループリーグ敗退 |
| 1959 | ポルトガル統治下のため 参加できず | 1980 | CAF非会員により参加できず | 2000 | 不参加   | 2019 | グループリーグ敗退 |
| 1962 | ポルトガル統治下のため 参加できず | 1982 | 不参加                    | 2002 | 棄権     | 2021 | グループリーグ敗退 |
| 1963 | ポルトガル統治下のため 参加できず | 1984 | 不参加                    | 2004 | 棄権     | 2023 | グループリーグ敗退 |
| 1965 | ポルトガル統治下のため 参加できず | 1986 | 不参加                    | 2006 | 予選敗退 |      |                    |
| 1968 | ポルトガル統治下のため 参加できず | 1988 | 不参加                    | 2008 | 不参加   |      |                    |
| 1970 | ポルトガル統治下のため 参加できず | 1990 | 不参加                    | 2010 | 予選敗退 |      |                    |
| 1972 | ポルトガル統治下のため 参加できず | 1992 | 不参加                    | 2012 | 予選敗退 |      |                    |
| 1974 | CAF非会員により参加できず         | 1994 | 予選敗退                  | 2013 | 予選敗退 |      |                    |
| 1976 | CAF非会員により参加できず         | 1996 | 途中棄権                  | 2015 | 予選敗退 |      |                    |

## 歴代監督
- ギリェルメ・ファリーニャ（英語版） 1990-1994
- バシーロ・カンデ（英語版） 2001-2010
- ルイス・ノルトン・デ・モトス（英語版） 2010-2012
- カルロス・マヌエル（英語版） 2012-2014
- パウロ・トーレス（英語版） 2014-2015
- バシーロ・カンデ（英語版） 2016-